# Think Of You (Whigfield-dal)
A Think Of You című dal a dán származású Whigfield 3. kimásolt kislemeze a Whigfield című albumról.

## Megjelenések
CD Single  Franciaország Airplay Records – 579 414-2
1. Think Of You (Radio Edit) 4:15
2. Think Of You (Extended Version) 5:20

## Remixek
2007-ben a dalt újra kiadták, melyből remixek is készültek, úgy mint a Banana Mixes és a Pineapple Mixes. Olaszországban mindkét remix egy kislemezen található.
1. Think Of You (Gabry Ponte Remix)	5:55
2. Think Of You (Gabry Ponte Remix Instrumental)	6:03
3. Think Of You (Gabry Ponte Remix Radio Edit)	2:55
4. Think Of You (Original Album Mix)	3:34
5. Think Of You (Mathieu Bouthier & Muttonheads Remix) 5:16
6. Think Of You (Mathieu Bouthier & Muttonheads Remix Instrumental) 5:41
7. Think Of You (Mathieu Bouthier & Muttonheads Remix Radio Edit)	3:23

1. Think Of You (SunLoverz Big Room Remix)	6:04
2. Think Of You (SunLoverz Big Room Remix Instrumental)	6:04
3. Think Of You (SunLoverz Big Room Remix Radio Edit)	3:13
4. Think Of You (F&A Factor Remix Extended)	6:14
5. Think Of You (F&A Factor Remix Instrumental Radio) 2:59
6. Think Of You (F&A Factor Remix Radio Edit) 2:59
7. Think Of You (Yan vs Favretto Remix)	5:50
8. Think Of You (Yan vs Favretto Remix Instrumental)	5:50

## Slágerlista
| Slágerlista (1995)                   | Legjobb helyezések |
| ------------------------------------ | ------------------ |
| Belgium (Ultratop 50 Flanders)       | 12                 |
| Belgium (Ultratop 50 Wallonia)       | 29                 |
| Canada Dance (RPM)                   | 2                  |
| Canada Top Singles (RPM)             | 66                 |
| Dánia (IFPI                          | 4                  |
| Európa (European Hot 100 Singles)    | 4                  |
| Finland (Suomen virallinen lista)    | 11                 |
| Franciaország (Single Top 100)       | 25                 |
| Németország (Media Control Charts)   | 25                 |
| Izland (Íslenski Listinn Topp 40)    | 9                  |
| Írország (IRMA)                      | 4                  |
| Olaszország (FIMI)                   | 4                  |
| MTV Europe                           | 4                  |
| Hollandia (Top 40)                   | 7                  |
| Hollandia (Single Top 100)           | 6                  |
| Skócia (Official Charts Company)     | 4                  |
| Spanyolország (AFYVE)                | 3                  |
| Svájc (Schweizer Hitparade)          | 11                 |
| UK Singles (Official Charts Company) | 7                  |
| UK Dance (Official Charts Company)   | 18                 |
| Zimbabwe (ZIMA)                      | 4                  |

| Slágerlista (1995)               | Helyezések |
| -------------------------------- | ---------- |
| Belgium (Flanders) Singles Chart | 97         |
| Canada Dance (RPM)               | 17         |
| Dutch Top 40                     | 55         |